# Camponotus horni
Camponotus horni är en myrart som beskrevs av Clark 1930. Camponotus horni ingår i släktet hästmyror, och familjen myror. Inga underarter finns listade.